# Đại học Full Sail
Full Sail University là một trường đại học tư nhân vì lợi nhuận ở Winter Park, Florida. Trước đây nó là một phòng thu âm ở Ohio có tên là Full Sail Productions  và Full Sail Centre for the Recording Arts. Trường chuyển đến Florida vào năm 1980  và bắt đầu cấp bằng trực tuyến vào năm 2007.
Full Sail được công nhận trên toàn quốc do Ủy ban công nhận của Trường nghiệp và Cao đẳng để giải sư, cử nhân và thạc sĩ trong âm thanh, thiết kế, hoạt hình máy tính và kinh doanh. Vào tháng 11 năm 2018, trường có khoảng 8.921 sinh viên tại Cơ sở Winter Park,  cũng như 10.250 sinh viên đăng ký các khóa học trực tuyến.  Vào năm 2019, học phí bắt đầu ở mức $450 cho mỗi giờ tín chỉ.
Đại học Full Sail được thành lập bởi Jon Phelps tại Dayton, Ohio, vào năm 1979. Chương trình giảng dạy của nó tập trung vào việc thu âm và cung cấp các khóa học về kỹ thuật âm thanh. Nó chuyển đến Orlando, Florida, vào năm 1980 và thêm các khóa học mới vào chương trình học chuyên về  "thu âm" của nó. Năm 1989, Full Sail chuyển đến vị trí hiện tại tại Winter Park, Florida;  năm sau, nó được công nhận để cấp bằng liên kết chuyên ngành.

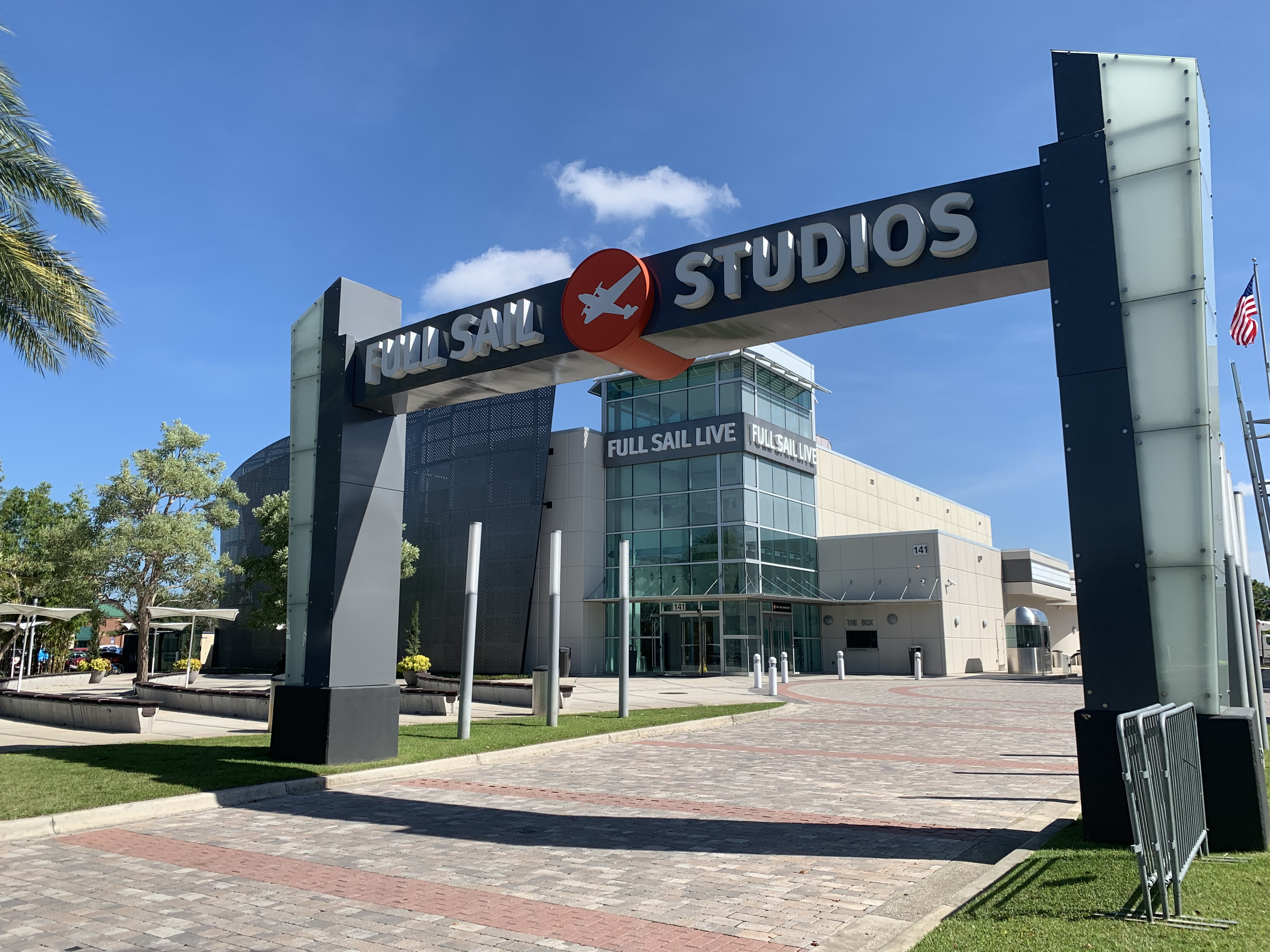
Full Sail Studios Arch

Số lượng tuyển sinh tăng gấp đôi từ năm 1989 đến năm 1991 vào thời điểm mối quan tâm ngày càng tăng đối với các nghiên cứu về điện ảnh và truyền thông. Trường đại học gặp khó khăn về tài chính vào năm 1992 và tốc độ phát triển của nó chậm lại. Giữa năm 1995 và 1999, trường bắt đầu cung cấp các bằng cấp cao đẳng về hoạt hình máy tính, phương tiện kỹ thuật số, thiết kế và phát triển trò chơi, sản xuất và lưu diễn chương trình; sau đó chúng được mở rộng thành các chương trình cấp bằng cử nhân đầy đủ.